# Algis Dobravolskas
Algis Dobravolskas (ur. 21 października 1951 w Wobolnikach) – litewski ekonomista, minister opieki socjalnej w latach 1990–1992, wicepremier w latach 1991–1992.

## Życiorys
W 1974 ukończył studia ekonomiczne na Uniwersytecie Wileńskim. W 1979 uzyskał stopień kandydata nauk ekonomicznych.
Po ukończeniu studiów przez dwa lata pracował w ministerstwie szkolnictwa średniego i wyższego jako metodyk. W latach 1979–1982 był wykładowcą na Uniwersytecie Wileńskim. Od 1982 pracował w instytucie ekonomii Litewskiej Akademii Nauk jako kierownik wydziału infrastruktury społecznej.
W latach 1990–1992 pełnił funkcję ministra opieki socjalnej w trzech kolejnych rządach niepodległej Litwy. W rządzie Gediminasa Vagnoriusa (1991–1992) sprawował również urząd wicepremiera.
Po odejściu z rządu pracował jako dyrektor wykonawczy w litewskim stowarzyszeniu banków komercyjnych. Od 1994 był dyrektorem w spółce Magnus Holding. W 2003 powrócił do pracy naukowo-dydaktycznej obejmując stanowisko kierownika katedry ekonomii na Uniwersytecie Michała Römera w Wilnie.